# ناچادا
ناچادا (به لاتین: Nachada) یک منطقهٔ مسکونی در روسیه است که در داغستان واقع شده‌است.